# Haukdælir
Gli Haukdælir erano uno dei più potenti clan familiari d'Islanda che controllavano l'isola nella prima metà del XIII secolo, ai tempi dello Stato libero d'Islanda; il loro nome deriva dal luogo in cui si stabilirono, Haukadalur (che in islandese significa "Valle dei falchi").
Gli Haukdælir risalgono a Ketilbjörn Ketilsson, che si stabilì presso il Grímsnes (nell'Islanda sud-occidentale) e presto divenne il capo di un goðorð ad Árnesþing. La loro influenza ebbe un primo picco nel X secolo, durante la cristianizzazione dell'Islanda di cui furono fautori, ed un secondo nel XIII secolo, nell'Epoca degli Sturlungar, durante la quale combatterono nella guerra civile islandese; in questo periodo il loro leader, Gissur Þorvaldsson, fu nominato jarl dal re di Norvegia Haakon IV, e fece firmare agli Islandesi il Gamli sáttmáli ("Vecchio Patto"), con cui lo Stato libero d'Islanda cessò di esistere. Da quel momento, l'influenza dei clan islandesi cominciò a scemare, e così quella degli Haukdælir.